# アミル・ガフール
アミール・ガフール（ペルシア語: امیر غفور､ラテン翻記：Amīr Ghafūr ,1991年6月6日 - ）は、イランの男子バレーボール選手である。カーシャーン出身。ポジションはオポジット。イラン代表。

## 所属クラブ
- Barij Essence（2009-2014年）
- Shahrdari Varamin（2014-2015年）
- ペイカン・テヘランVC（2015-2017年）
- Saipa Tehran（2017-2018年）
- Vero Volley Monza（2018-2019年）
- ASバレー・ルーベ（2019-2020年）
- Bursa B.B. SK（2020-2021年）
- Foolad Mobarakeh Sepahan（2021-2022年）
- Shahdab Yazd（2022-2023年）
- CS Rapid București（2023-）